# Sagrera metróállomás
Sagrera egyike a Spanyolországban található barcelonai metró metróállomásainak.

## Metróvonalak
Az állomást az alábbi metróvonalak érintik:
- 1-es metróvonal
- 5-ös metróvonal
- 9-es metróvonal
- 10-es metróvonal

## Kapcsolódó állomások
Az állomáshoz az alábbi állomások vannak a legközelebb:
- Navas (Hospital de Bellvitge, 1-es metróvonal)
- Fabra i Puig (Fondo, 1-es metróvonal)
- Camp de l'Arpa (Cornellà Centre, 5-ös metróvonal)
- Congrés (Vall d'Hebron, 5-ös metróvonal)
- Onze de Setembre (Gorg, 10-es metróvonal)
- Onze de Setembre (Can Zam, 9-es metróvonal)

## Képgaléria

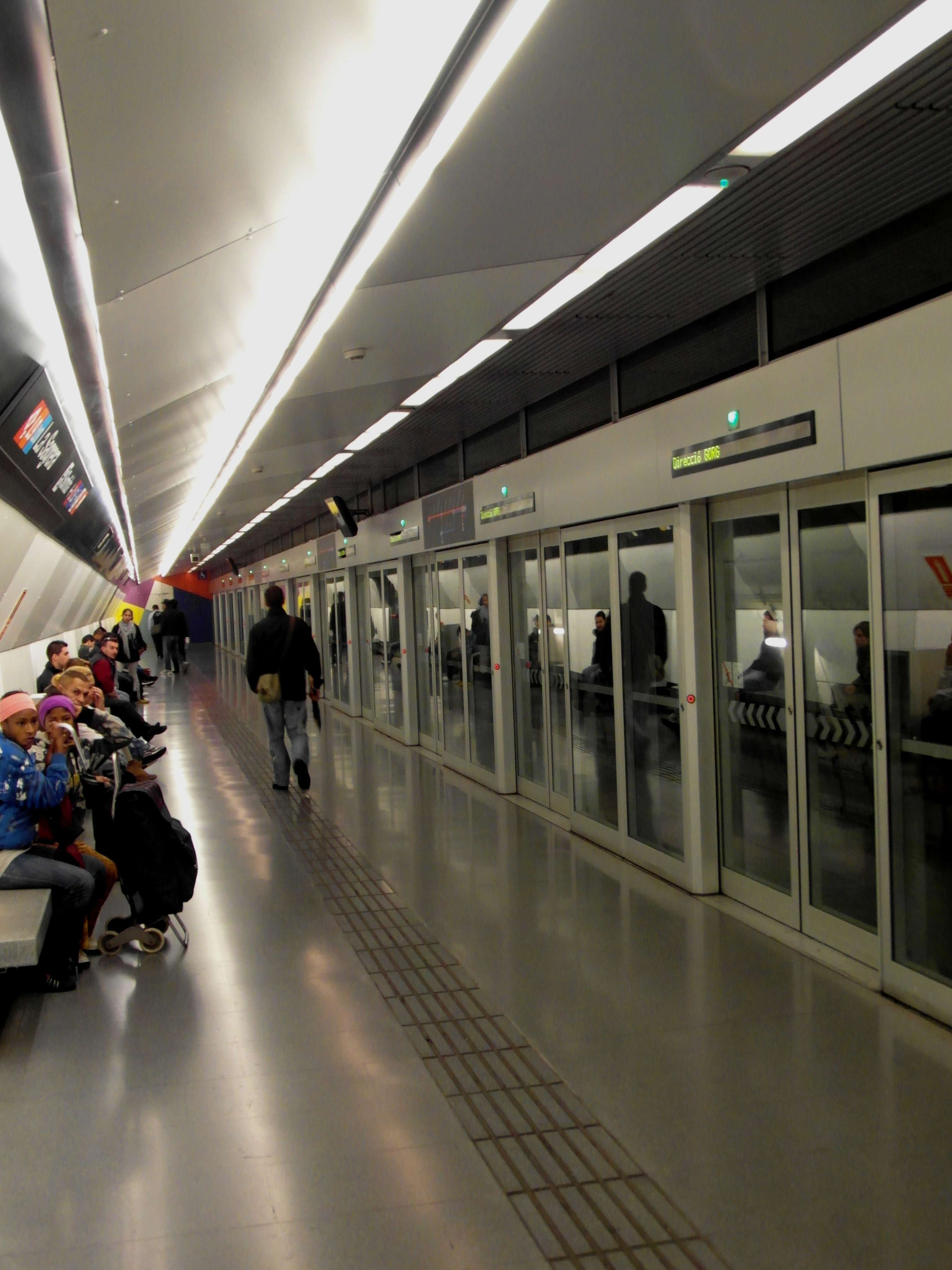
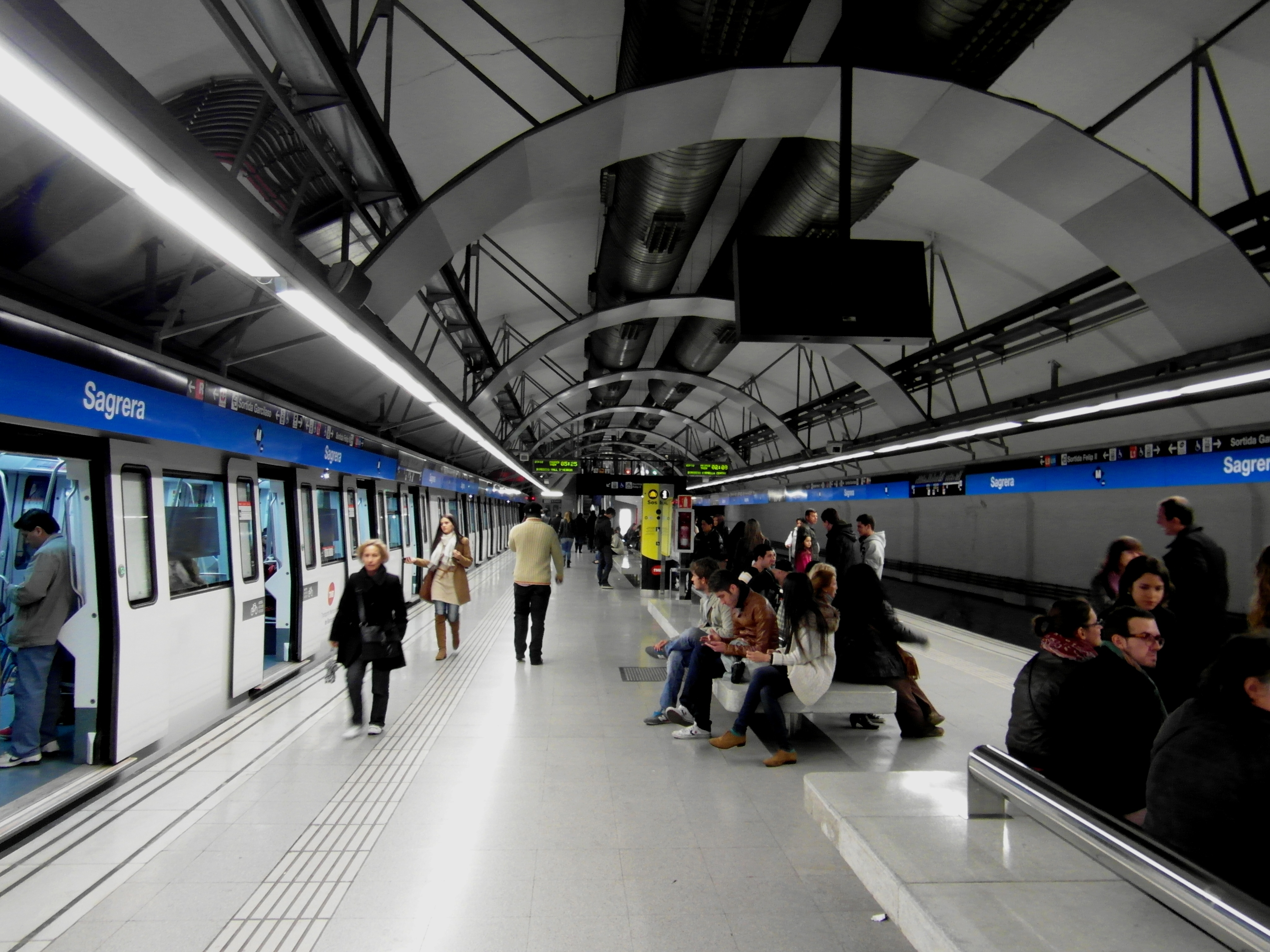
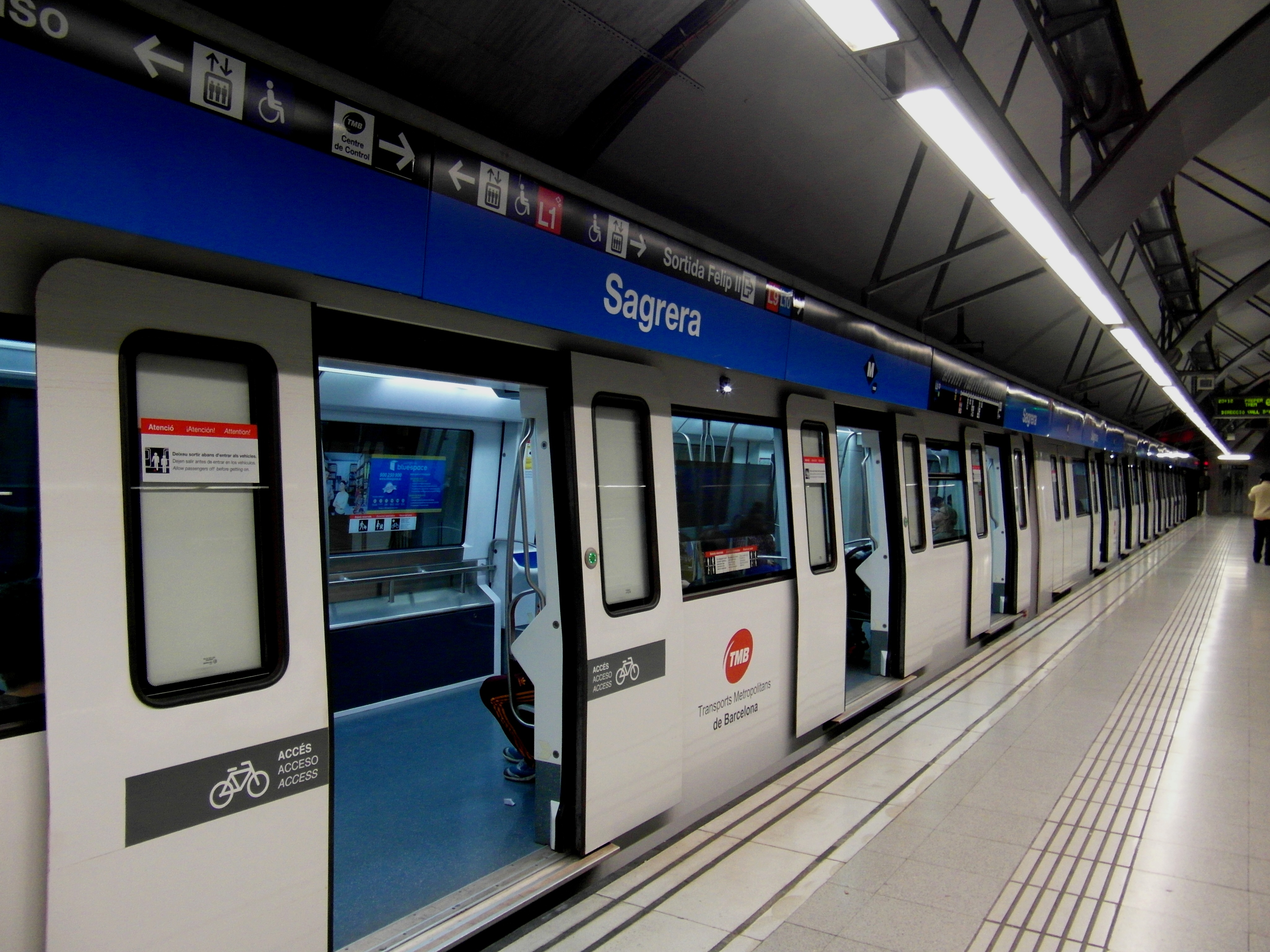
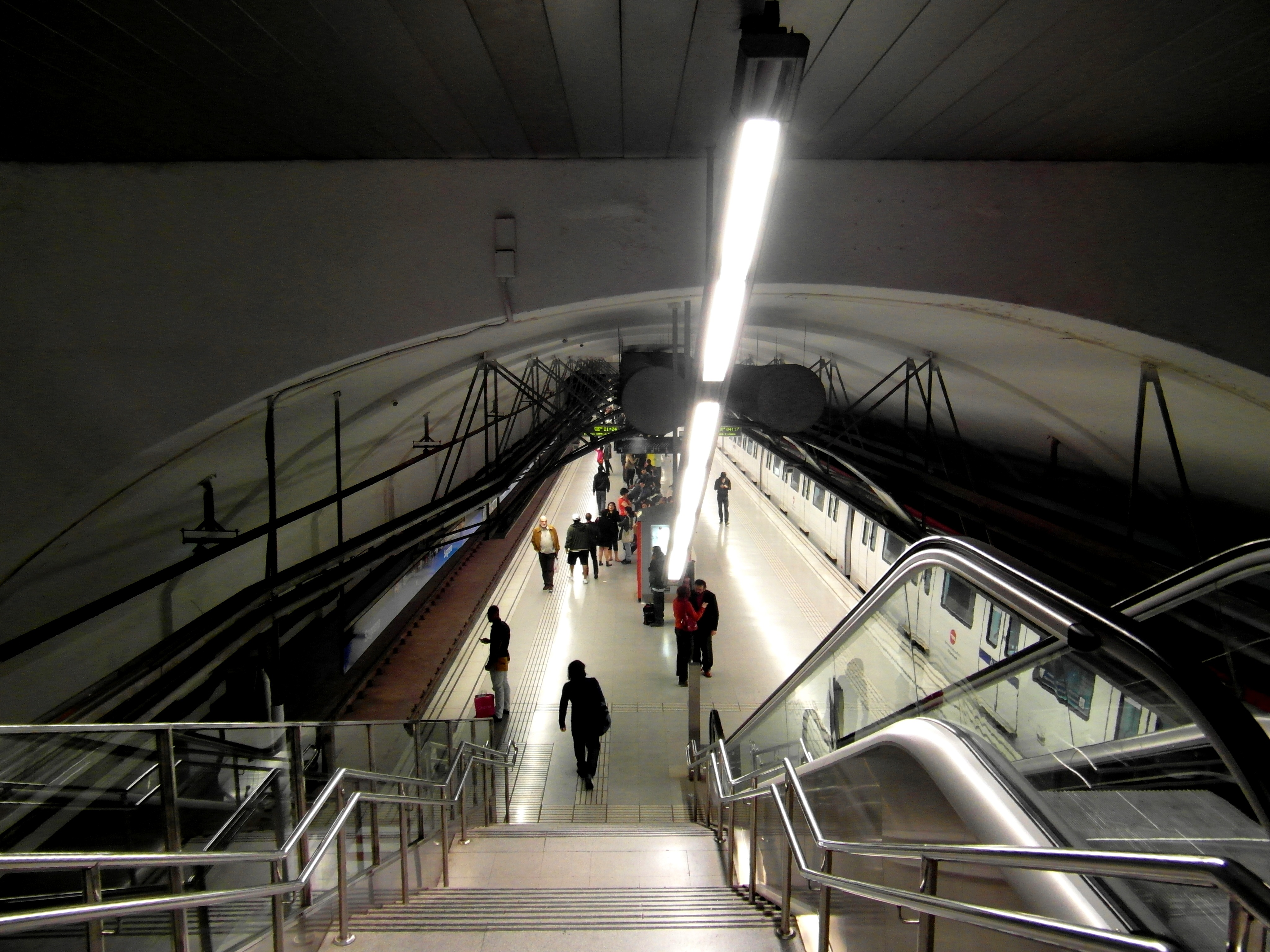
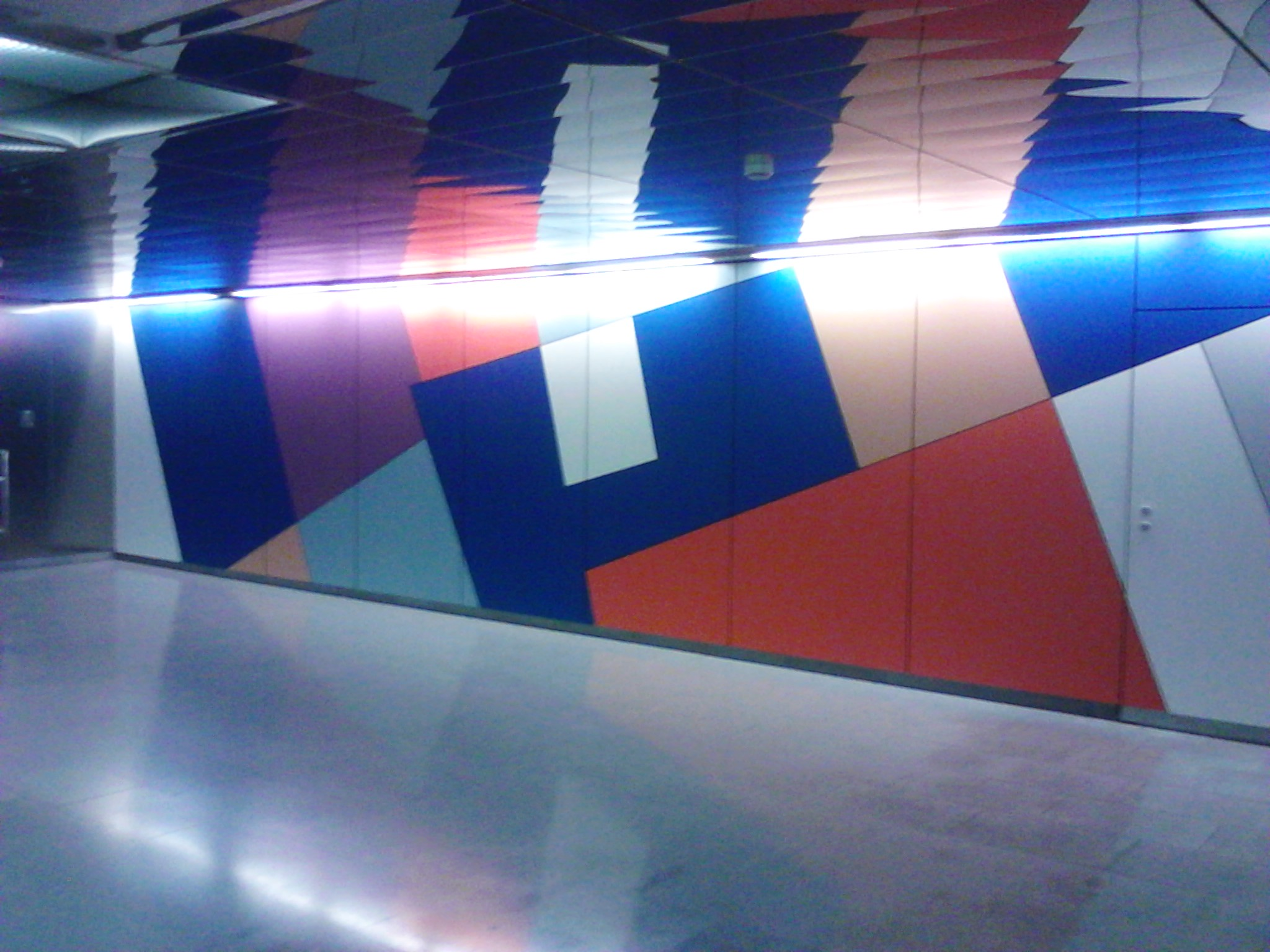
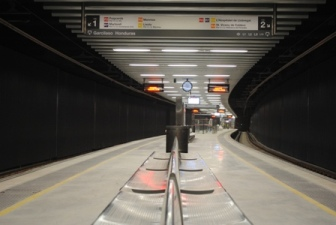
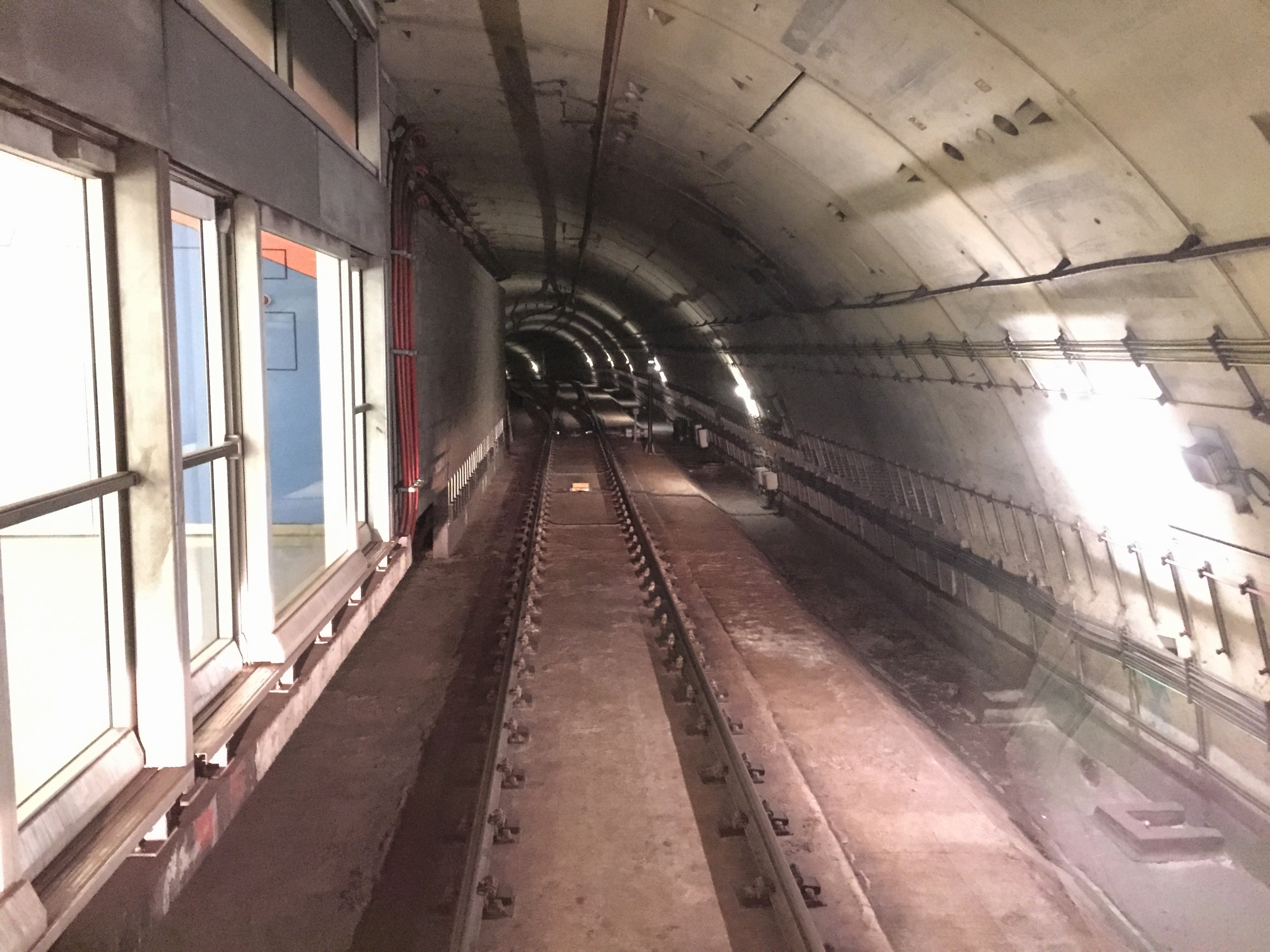